# Ulica gen. Mieczysława Boruty-Spiechowicza w Krakowie
Ulica gen. Mieczysława Boruty-Spiechowicza – ulica w Krakowie, w dzielnicy XVIII Nowa Huta, w Nowej Hucie.
Łączy aleję gen. Władysława Andersa oraz ulicę Ludźmierską z aleją Jana Pawła II. Jest dwujezdniowa.

## Historia
Ulica została wytyczona podczas lokacji Nowej Huty. Powstała około 1949 roku i wtedy też ukształtowała się jej obecna forma. Została zaprojektowana przez Tadeusza Ptaszyckiego. W tym samym roku otrzymała nazwę ul. Fryderyka Engelsa. Nazwa ta została nadana przez komunistyczne władze dla upamiętnienia Fryderyka Engelsa, niemieckiego filozofa i socjologa, jednego z głównych ideologów socjalizmu, a także jednego z organizatorów i przywódców I i II Międzynarodówki.
W 1991 roku Rada Miasta Krakowa nadała ulicy obecną nazwę dla upamiętnienia Mieczysława Boruty-Spiechowicza, polskiego generała brygady Sił Zbrojnych Rzeczypospolitej Polskiej.

## Infrastruktura
Ulicę gen. Mieczysława Boruty-Spiechowicza tworzy dwupasmowa ulica. W ciągu ulicy znajdują się m.in.: park „Wiśniowy Sad”, osiedle Spółdzielcze, Sportowa Szkoła Podstawowa nr 91, osiedle Handlowe oraz osiedle Kolorowe.